# Пен Вейго
Пен Вейгуо (кит.: 彭伟国, нар. 3 жовтня 1971, Гуанчжоу) — китайський футболіст, що грав на позиції півзахисника, зокрема за «Гуанчжоу Аполло» та національну збірну Китаю. По завершенні ігрової кар'єри — тренер.

## Клубна кар'єра
У дорослому футболі дебютував 1990 року виступами за команду «Гуанчжоу Аполло», в якій провів сім сезонів. 
Протягом 1998—1999 років захищав кольори клубу «Чунцін Лунсінь», а завершував ігрову кар'єру у команді «Шеньчжень Кецзянь», за яку виступав протягом 1999—2001 років.

## Виступи за збірну
1992 року дебютував в офіційних матчах у складі національної збірної Китаю.
У складі збірної був учасником кубка Азії 1992 року в Японії, на якому команда здобула бронзові нагороди, а також кубка Азії 1996 року в ОАЕ.
Загалом протягом кар'єри в національній команді, яка тривала 6 років, провів у її формі 46 матчів, забивши 9 голів.

## Кар'єра тренера
Розпочав тренерську кар'єру відразу ж по завершенні кар'єри гравця, 2001 року, очоливши тренерський штаб клубу «Шеньчжень Фенікс». Пізніше тренував «Шанхай Пудон» та входив до тренерського штабу клубу «Ханчжоу Грінтаун».
2009 року очолив молодіжну команду клубу «Гуанчжоу Евергранд», а з грудня того ж року і до березня наступного був виконувачем обов'язків головного тренера основної команди клубу з Гуанчжоу. Пізніше у 2011–2013 роках опікувався командою дублерів клубу.
Протягом частини 2011 року також був одним із помічників головного тренера молодіжної збірної Китаю U-22.